# Children's Corner
Children’s Corner, L. 113, este o suită pentru pian solo alcătuită din 6 piese, compusă de Claude Debussy. A fost publicată de Durand în 1908 și a fost interpretată  în premieră de Harold Bauer în Paris pe 18 decembrie același an.  Premiera versiunii orchestrale,  făcută de un prieten de-a lui Debussy, André Caplet,  a avut loc în 1911 iar mai târziu a fost publicată. O interpretare integrală a acestei suite durează aproximativ 15 minute.

## Dedicatie
Opera a fost dedicată fiicei lui Debussy, Claude-Emma (cunoscută cu numele de „Chou-Chou”, pe când ea avea 3 ani. Aceste piese n-au fost scrise pentru a fi cântate de copii; mai degrabă sunt menite să evoce tema copilăriei și unele dintre jucăriile din colecția lui Claude-Emma. 

Claude-Emma s-a născut în 30 octombrie 1905 în Paris, fiind descrisă ca un copilă drăguță, prietenoasă și care era foarte iubită de tatăl ei. S-a îmbolnăvit de difterie și a murit în 14 iulie 1919, la un an după moartea tatălui ei.

## Structura
Suita este alcătuită din  6 piese, fiecare cu un titlu scris în limba engleză. Alegerea acestei limbi este cauzată de dădaca englezoaică a lui Chou-Chou. 
Piesel sunt:  
 1. Doctor Gradus ad Parnassum

## Piesele

### Doctor Gradus ad Parnassum
Titlul primei piese face aluzii la „Graudus ad Parnassum” („Pași spre Parnassus”) de Johann Joseph Fux (1660-1741). „Graudus ad Parnassum” a fost primul text care vorbește  despre contrapunct în sensul modern, și cel mai bun manual din istoria muzicii europene. Este puțin probabil ca a acest manul să fie găsit în biblioteca unui pianist francez obișnuit; pe când „Graudus ad Parnassum” de Muzio Clementi a fost și se mai regăsește abia în câteva cartiere. Exercițiile seamănă cu cele lui Czerny în multe privințe și, de cele mai multe ori, sunt plictisitor de cântat sau de ascultat. Această piesă este, de fapt, un studiu genial pentru independența degetelor cu un limbaj al secolului XX. Pe la mijloc, pianistul încetinește și exersează cântând în alte tonalități. „Doctor Gradus ad Parnassum” de Debussy are un grad de dificultate medie necesitând totuși o oarecare dexteritate. Pianistul, pe măsură ce se îndreaptă spre final, devine tot  mai dinamic și finalizează cu un bang. 

### Jimbo's Lullaby
Această lucrare descrie un elefant, pe nume Jumbo, care a venit din Sudanul francez și a trăit o scurtă vreme în Jardin des Plantes, în Paris, în perioada când s-a născut Debussy. Pronunția greșită „Jimbo” trădează accentul parizian care adesea confundă pronunțiile „um” și „un” cu „im” și „in”. Este un frumos cântec de leagăn cu câteva momente triste și pasaje de tonuri întregi pe la mijlocul piesei.

### Serenade of the Doll
Această piesă, este în măsură ternară iar în ceea ce privește tempoul vine cu mențiunea  „Allegretto ma non troppo” (repede, dar nu prea repede). În plan simbolic reprezintă descrierea unei păpuși din porțelan. În această piesă regăsim pentatonie.  Debussy menționează faptul că întreaga piesă ar trebui interpretată apăsând ușor pedala. Unii pianiști susțin că Debussy voia, de fapt, s-o intituleze „Serenade for the Doll”.

### The Snow is Dancing
Din punctul de vedere tehnic, această piesă este destul de dificilă, deoarece necesită precizie datorită faptului că ambele mâini sunt semi-detașate. Din nou, pe la mijlocul piesei, există momente mai întunecate în bas. Ea ilustrează zăpadă și liniștea obiectelor văzute prin ea.

### The Little Shepherd
„The Little Shepherd” descrie un păstor cu fluierul său. Sunt prezente trei solouri urmate de trei răspunsuri. Primul solo are, de fapt, o cezură la final. Această piesă ultilizază diferite moduri și disonanțe care se rezolvă în tonalitate.

### Golliwogg's Cakewalk
În perioada în care a fost scrisă această piesă, „Golliwoggs” erau la modă, în parte datorită popularității din vremea respectivă a romanelor lui Florence Kate Upton („golliwogg” se va folosi ulterior). Acestea erau păpuși negre cu pantaloni roșii, cu papioane roșii și păr nearanjat, oarecum făcând aluzie la „minstrels” (interpreți care-și pictau fața cu negru) din acea vreme. Piesa este ragtime cu sincope și efecte asemănătoare banjo-ului. Intervalul dinamic este destul de amplu și de mare efect. Secțiunea B a acestei părți este întreruptă, de mai multe ori, de laitmotivul dragoste-moarte regăsit și în opera lui Richard Wagner, „Tristan și Isolde”, caracterizată de mari emoții. Fiecare citare este urmată de imitații de banjo. Cakewalk-ul a fost un dans, iar dansatorul care avea  cele mai elaborate mișcări câștiga un tort.

## Orchestrații și aranjamente
- Compozitorul francez André Caplet a orchestrat întreaga suită în 1911.
- Compozitorul danez Hans Abrahamsen  a orchestrat întreaga suită în 2015.
- Leigh Howard Stevens a transcris cinci dintre cele șase piese pentru marimbafon.

## Legături externe
- Children's Corner (Debussy, Claude): Partituri libere la  International Music Score Library Project
- en Sherry Lin-Yu, Chen (2001). Debussy's "Children's Corner": A pedagogical approach (D.M.A. Thesis). Rice University. Accesat în 13 octombrie 2012.